# 1962 في فرنسا
فيما يلي قوائم الأحداث التي وقعت خلال عام 1962 في فرنسا.

## سياسة

### تعيين في المنصب
- 18 يناير – فاليري جيسكار ديستان وزير الاقتصاد والمالية والصناعة  [لغات أخرى]‏.
- 6 ديسمبر – مارسيل داسو نائب فرنسي.
- 14 أبريل – جورج بومبيدو رئيس الوزراء الفرنسي.
- 6 ديسمبر – آرثر ريتشاردز نائب فرنسي.
- 6 ديسمبر – إيتيان فاجون نائب فرنسي.
- 6 ديسمبر – جورج بونيت نائب فرنسي.
- 6 ديسمبر – جورج بيكر نائب فرنسي.
- 6 ديسمبر – فرنسوا ميتران نائب فرنسي.
- 6 ديسمبر – كريستيان بونسليه نائب فرنسي.
- 6 ديسمبر – كريستيان بونيت نائب فرنسي.
- 6 ديسمبر – مارسيل داسو نائب فرنسي.

### انتهاء فترة المنصب
- 9 أكتوبر – مارسيل داسو نائب فرنسي.
- 14 أبريل – ميشال دوبريه رئيس الوزراء الفرنسي.
- 9 أكتوبر – آرثر ريتشاردز نائب فرنسي.
- 9 أكتوبر – جان ماري لوبان نائب فرنسي.
- 9 أكتوبر – جورج بونيت نائب فرنسي.
- 9 أكتوبر – جورج بيكر نائب فرنسي.
- 9 أكتوبر – روبير شومان نائب فرنسي.
- 9 أكتوبر – فرد مور نائب فرنسي.
- 9 أكتوبر – كريستيان بونيت نائب فرنسي.
- 9 أكتوبر – مارسيل داسو نائب فرنسي.

## رياضة
- 1 يناير – سباق طواف فرنسا 1962 الفائز جاك أنكيتيل.
- 8 يوليو – جائزة فرنسا الكبرى 1962 الفائز دان جورني.

## أفلام
من الأفلام التي صدرت هذه السنة في فرنسا:
- 1 يناير – أبناء الشمس من إخراج Jacques Séverac [الإنجليزية]‏.
- 1 يناير – أيام الأحد وسيبيل من إخراج سيرج بورغينيون.
- 1 يناير – شرلوك هولمز والقلادة القاتلة من إخراج تيرينس فيشر [الإنجليزية]‏.

## مواليد

### يناير
- 1 يناير – كريستوف اوفنستين
- 12 يناير – غايتان هوارد لاعب كرة قدم فرنسي.
- 18 يناير – كوزيل ماكوين لاعب كرة سلة أمريكي.
- 28 يناير – فيليب فيركرويس لاعب كرة قدم فرنسي.

### فبراير
- 1 فبراير – مانويل أموروز
- 2 فبراير – فيليب كلوديل
- 4 فبراير – برتراند كيرن سياسي فرنسي.

### مارس
- 10 مارس – إريك غويو دراج فرنسي.
- 14 مارس – برونو بيلوني لاعب كرة قدم فرنسي.
- 17 مارس – ستيفان أوستروفسكي لاعب كرة سلة فرنسي.

### أبريل
- 8 أبريل – نتالي غراندهوم ممثلة فرنسية.
- 23 أبريل – دانيال شوكيه عالم أعصاب فرنسي.
- 28 أبريل – تييري فام لاعب كرة مضرب فرنسي.

### مايو
- 2 مايو – جان فرانسوا بيرنارد دراج فرنسي.

### يونيو
- 24 يونيو – فيليب نديورو لاعب كرة قدم فرنسي.

### يوليو
- 1 يوليو – ريشار فيرون سياسي فرنسي.
- 18 يوليو – جيروم بوتييه لاعب كرة مضرب فرنسي.
- 22 يوليو – جان كلود لوكليرك درّاج طريق فرنسي.
- 24 يوليو – تييري فريمونت ممثل فرنسي.

### أغسطس
- 5 أغسطس – سيريل موران ملحن فرنسي.
- 10 أغسطس – برونو هوغر دراج فرنسي.
- 29 أغسطس – فرانسوا ديليكور سائق رالي فرنسي.

### أكتوبر
- 4 أكتوبر – جان لوك ساسوس لاعب كرة قدم فرنسي.
- 30 أكتوبر – آرنو مونتبورغ سياسي فرنسي.

### نوفمبر
- 15 نوفمبر – موسى معسكري ممثل فرنسي.

### ديسمبر
- 16 ديسمبر – شارلي موتيت درّاج طريق فرنسي.
- 16 ديسمبر – ليان فولي مغنية فرنسية.
- 26 ديسمبر – جان مارك فيريري لاعب كرة قدم فرنسي.

## وفيات

### يناير
- 8 يناير – روجيه دوكريه (مواليد 1888) مسايف فرنسي.

### فبراير
- 5 فبراير – جاك إبرت (مواليد 1890) ملحن فرنسي.
- 18 فبراير – فيليب كاتيو (مواليد 1892) مسايف فرنسي.
- 19 فبراير – إميل آرماند (مواليد 1872) كاتب فرنسي.

### أبريل
- 29 أبريل – أنتونين جوسن (مواليد 1871)

### مايو
- 20 مايو – جورج مارصي (مواليد 1876) عالم آثار فرنسي.

### يونيو
- 8 يونيو – يوجين فريزنيه (مواليد 1879)

### يوليو
- 9 يوليو – جورج باطاي (مواليد 1897)

### أغسطس
- 4 أغسطس – جينيت جوليان (مواليد 1917) جاسوسة فرنسية.

### سبتمبر
- 21 سبتمبر – ماري بونابرت (مواليد 1882)
- 24 سبتمبر – فيليكس غوتالس (مواليد 1891) درّاج طريق فرنسي.

### أكتوبر
- 14 أكتوبر – جاك ماجوريل (مواليد 1886) رسام فرنسي.
- 16 أكتوبر – غاستون باشلار (مواليد 1884)
- 29 أكتوبر – أوتو فرويتزيم (مواليد 1884) لاعب كرة مضرب ألماني.
- 31 أكتوبر – لويس ماسينيون (مواليد 1883)

### نوفمبر
- 22 نوفمبر – رينيه كوتي (مواليد 1882)